# Mariano III di Arborea
Mariano III (XIII secolo – aprile 1321) è stato giudice di Arborea dal 1304 fino alla sua morte.

## Biografia
Egli era figlio del Giudice Giovanni di Arborea a cui succedette nel 1304, governando congiuntamente al fratello Andreotto di Arborea fino al 1308. La loro madre fu Vera Cappai. Il nome dinastico dei giudici fu de Serra-Bas; inoltre Vera Cappai non fu moglie di Giovanni d'Arborea, bensì concubina. I due fratelli, dunque, erano entrambi figli illegittimi.
Dopo aver preso in mano il governo come unico Giudice, nel 1312 Mariano III fu costretto a comperare attraverso gli intrighi della Repubblica di Pisa i suoi diritti di successione dall'imperatore Enrico VII e poi a sposare Costanza di Montalcino per procura. Di conseguenza Mariano chiese contro Pisa l'appoggio della Corona di Aragona che iniziava ad avere delle mire sulla Sardegna.
Viene ricordato per aver restaurato strade e ponti, per aver completato le mura e le torri difensive della sua capitale, Oristano e infine per aver costruito un nuovo palazzo arcivescovile.
Mariano III non conobbe né visse mai con Costanza, la sua moglie per procura. Secondo un documento edito integralmente (in Diplomatario aragonés de Ugone II de Arborea), morì «sine prole» verso la metà di aprile 1321.
Eppure, non è dato sapere se chi scrisse quel documento intendesse senza prole (legittima) o figli in generale. La maggior parte degli storici infatti crede che Ugone II di Arborea, suo successore, fosse suo figlio, e non come diversi studiosi hanno sostenuto, suo zio.